# Brachyphaea simoni
Brachyphaea simoni is een spinnensoort uit de familie van de loopspinnen (Corinnidae).
De wetenschappelijke naam van de soort werd in 1895 gepubliceerd door Eugène Simon.